# Bwana Park
Bwana Park foi um famoso parque particular localizado em Pedra de Guaratiba, na cidade do Rio de Janeiro.
Possuía um zoológico particular, além de uma cidade cenográfica onde aconteciam shows teatrais de faroeste, e as crianças visitantes podiam interagir com os atores.
Muito famoso na década de 1990, acabou fechado em 2001, quando foi descoberta uma série de crimes ambientais, com maus-tratos a animais, que ficavam sem comida, muitos deles tendo morrido de inanição.
O IBAMA interditou o parque, asssumindo a administração do mesmo que nunca mais reabriu.
Houve suspeitas, na época, que o parque foi usado para encobrir contrabando.
Seus responsáveis, no entanto, nunca foram punidos criminalmente.